# Vladimir Shestakov
Vladimir Shestakov (né le 30 janvier 1961) est un judoka russe. Il représente l'URSS lors des Jeux olympiques d'été de 1988. Il combat dans la catégorie des poids moyens et remporte la médaille d'argent.

## Palmarès

### Jeux olympiques
- Jeux olympiques de 1988 à Séoul,  Corée du Sud
  -  Médaille d'argent